# Hendlův dvůr
Hendlův dvůr je usedlost, bývalý vrchnostenský dvůr v Praze 6 - Dejvicích, U Matěje 1, 3 a 5. Původně měl název Šárecký dvůr.

## Popis

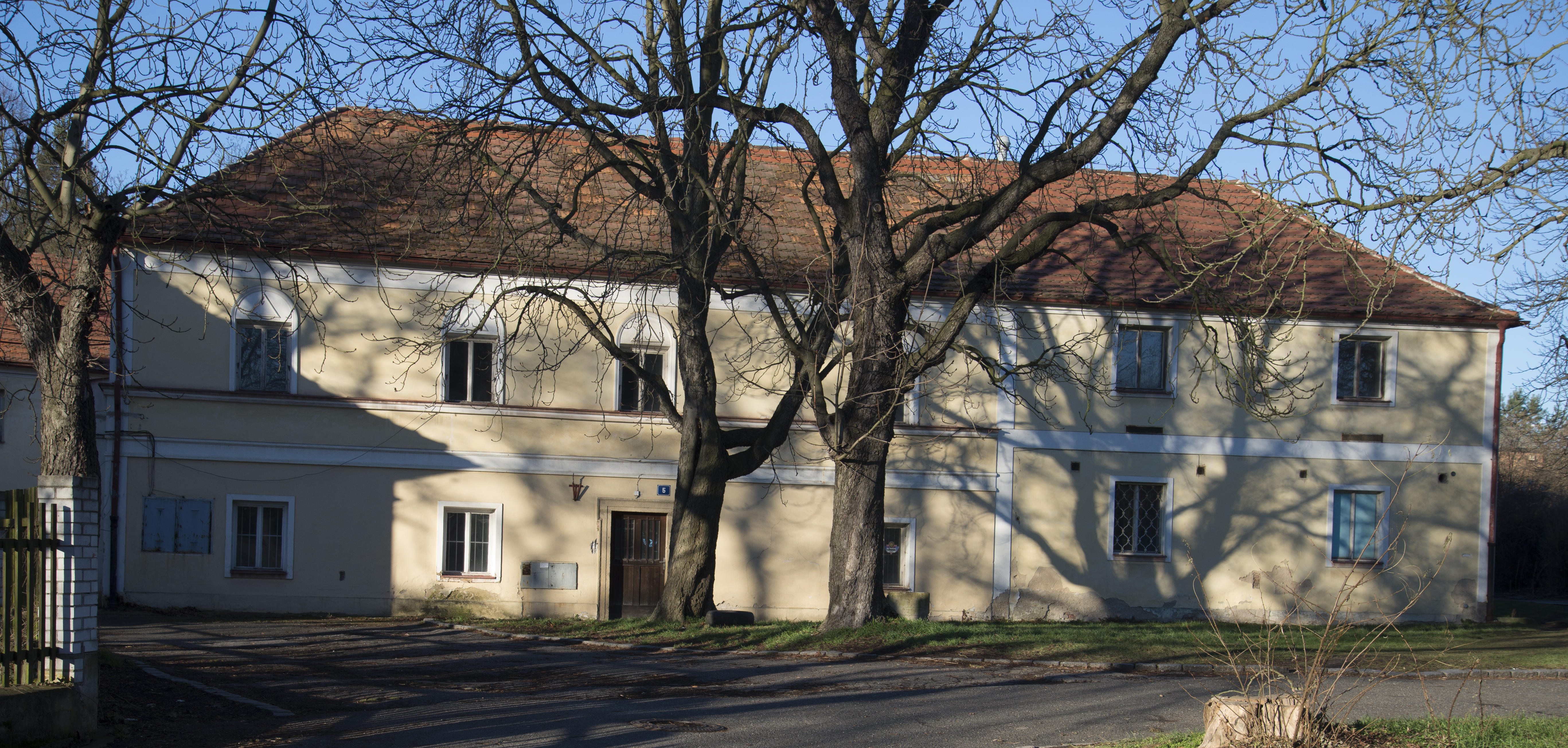
Hendlův dvůr - bývalý hostinec - budova č.p. 23

V dnešní době se skládá z domů čp. 23, 24, a 152. Dvůr stojí na místě staré šárecké krčmy z 16. století (dokladovaná od roku 1551). Mezi jeho nejvýznamnější majitele patřili Vratislavové z Mitrovic. V r. 1880 zde Antonín Hendl založil hostinec, který zde fungoval až do začátku 21. století, v posledních letech měl jméno U Matěje. V současné době je tento dvůr přestavěn na bytový komplex. Celý dvůr je památkově chráněný.

## Historie
Zmínka o krčmě v této lokalitě pochází z roku 1551, tehdy byla v místě dnešního domu č.p. 24, v domě č.p. bylo hospodářství. V letech 1559-1560 zde byl krčmářem Jan Chlum. Na konci 16. století zde hospodařil Jan Hermelín, měšťan z Malé Strany. V té době měl dvorec 17 strychů, velká část z toho byly vinice. Po něm zakoupil nemovitost Ondřej Koutek, měšťan a rychtář z Malé Strany, který dokoupil další pozemky a roku 1605 již měly pozemky 37 strychů. Další pozemky ještě přikoupila jeho vdova Kristina, takže v roce 1620 byla výměra 46 strychů. V roce 1621 koupil její zeť Linhart Švarcbart nejprve dům za 5 500 kop míšeňských grošů, v roce 1623 pak za 2 500 kop míšeňských grošů přikoupil i krčmu, pole, louky a vinice. Podle ceny domu se usuzuje, že se již tehdy muselo jednat o rozsáhlý a výstavný statek. Nový majitel ještě přikoupil vinice Fišlovku.

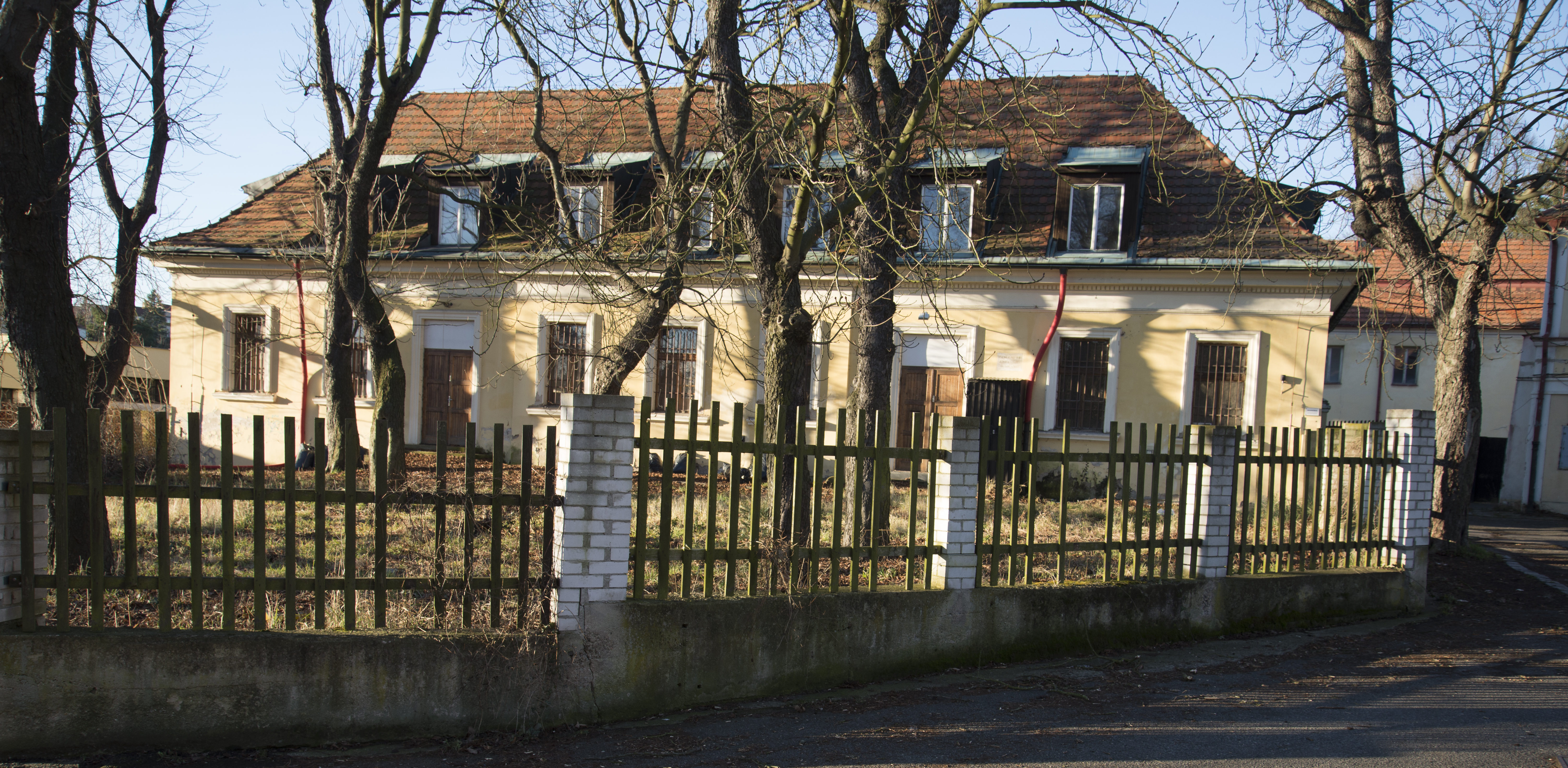
Hendlův dvůr - hostinec č.p. 152

Ještě v roce 1623 koupil nemovitost malostranský řezník Balcar Tyliš, který již v té době na Hanspaulce vlastnil několik vinic. Po jeho smrti v roce 1624 se majetku ujala jeho manželka Mariana, která dále rozšířila hospodářství o další pronajaté pozemky a v té době už se o nemovitosti v pramenech mluví jako o dvoru. Asi v roce 1641 přešel majetek na zetě Mariany - Martina Frauensteina, taktéž řezníka z Malé Strany. Ten ho prodal dalšímu malostranskému řezníkovi Valentinu Ditrichovi. 24. 11. 1699 ho na základě tržní smlouvy od Ditrichových dědiců získal za 2 500 zlatých Ingnác Vratislav z Mitrovic. Nový majitel se zavázal, že bude v krčmě nadále čepovat proboštské pivo (gruntovním pánem byl probošt metropolitní kapituly) a slíbil, že zde nebude chovat více dobytka, než uživí louky nemovitosti. V roce 1713 měly pozemky výměru 79 strychů, podle soudobých pramenů se jednalo o výsadní krčmu, vinici, pole a pastvinu, které se nacházely na místě bývalých vinic proti kostelu. Josefínský katastr uvádí dům č.p. 71, hospodu č.p. 72, vinici, pole, pastvinu a háj, celková rozloha byla 46 jiter čtverečných sáhů. V 18. století byly postaveny nové budovy statku, dvě obytná a tři hospodářská stavení a špýchar a vznikl tak obdélníkový dvůr, otevřený na jihovýchod. Před statkem byla malá vodní nádrž. Dědici Ignáce Vratislava prodali v roce 1728 po částech - Krčmu, dvorec a pole o ploše 55 strychů koupil Kašpar Zachriáš Wussin, mědirytec a knihkupec. Ten již v té době vlastnil na Hanspaulce dvě vinice a v roce 1748 přikoupil ještě dva další viniční lisy.
V dalším období docházelo k častému střídání majitelů, až v roce 1803 zakoupila Šárecký dvůr baronka Antonie Skronská z Bydžova. Někdy před rokem 1815 nechala stavení opravit a přestavět, takže dvůr získal prakticky dnešní podobu. V polovině 19. století přešel dvůr dědictvím na Antonína Hendla, podle něhož je dvůr pojmenován dodnes. V roce 1882 nechal Hendl nově postavit dům č.p. 152, který fungoval jako nový hostinec. Kromě hostince zde byla v pronájmu někdy také škola a hrálo se zde ochotnické divadlo. V roce 1939 zde došlo ke zřícení části klenby, obnova byla provedena v letech 1941-42 podle projektu Václava Suka. Po roce 1948 přešel dvorec do vlastnictví národního podniku Keramoprojekt, který provedl v objektu rozsáhlé zásahy. V letech 1974-79 byla rekonstruována budova čp. 152 a budova čp. 24, přiléhající k cestě ke kostelu sv. Matěje. Došlo k výměně stropní konstrukce a některých krovů. Na začátku 21. století koupila objekt společnost Skanska, která zde chce vystavět obytný komplex. Návrh přestavby byl označen jako nešetrný - měly být vyhloubeny podzemní garáže, severní křídlo zvýšeno o patro apod., takže došlo k protestům veřejnosti, především sdružení Přátelé Hendlova dvora.

## Popis dnešního areálu
Dnešní areál Hendlova dvora se skládá z několika odlišných budov, které mají dokonce vlastní popisná čísla. Na jihu je budova č.p. 152, která byla přestavěna v roce 1882. Do začátku 21. století sloužila jako hostinec U Matěje. Další budova, která má č.p. 23 a přiléhá k budově hostince byla původně hospodářskou částí, později byla upravena na kanceláře - jedná se budovu ve tvaru L. Poslední - v severní budově s č.p. 24 byl původní hostinec. Podle historiků byla tato budova vybudována ve třech etapách - nejstarší - barokní je část u vjezdu do dvora, nárožní část je o něco mladší a nejmladší je severní křídlo.